# Horst Schwarz (Autor)

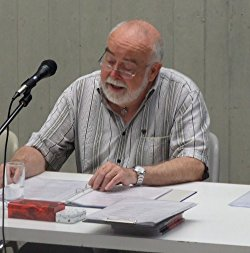
Horst Schwarz bei einer Lesung mit Kindern

Horst Schwarz (* 19. Mai 1945 in Troisdorf) ist ein deutscher Märchen- und Jugendbuchautor und Märchenerzähler. Schwarz lebt in Nürnberg.

## Leben
Schwarz studierte Sozialpädagogik und katholische Theologie. Er arbeitete als Erzieher und Heimleiter in sozialpädagogischen Einrichtungen. Von 1976 bis 2008 war er Dozent an der Fachakademie für Sozialpädagogik in Nürnberg für Methodik/Didaktik und Katholische Theologie/Religionspädagogik
Von 1985 bis 2015 erzählte er Märchen in Kindergärten, Schulen und Büchereien. An der Fachakademie übernahm er Seminare zum Märchenerzählen.
1991 beauftragte ihn der Schweizer Verlag Orell Füssli, ein Buch mit Märchen zum Mitmachen zu schreiben. Die Vorstellung des Buches erfolgte 1992 auf der Frankfurter Buchmesse.
Erzählreisen führten ihn von 1990 bis 2015 durch Deutschland, Österreich, Schweiz und ins Goethe-Institut nach Lyon. Schwarz war auch mit Beiträgen bei verschiedenen Rundfunksendern tätig.
Im Jahr 2000 erschien die CD Märchen aus aller Welt für Erwachsene mit unbekannten heiteren und besinnlichen Volksmärchen. Es folgten weitere Bücher in den Verlagen Beltz Verlag, Weinheim (2001 und 2005), Cornelsen, Berlin (2009), Verlag an der Ruhr, Mülheim/Ruhr (2012).
Im Streetlife-Musik-Verlag, Fürth, brachte er CDs der Märchen der Brüder Grimm und Hans-Christian Andersen heraus. Außerdem bearbeitete er die Texte der Schatzinsel, Ivanhoe und Winnetou für Kinder und sprach die dazu gehörigen CDs, so auch die Kinderhörbücher Die große Kinderbibel, Spannende Gruselgeschichten und Gute-Nacht-Geschichten (alle Streetlife-Verlag, Fürth).
2010 gab er mit einem Autorenteam das Buch Krippenkinder in Aktion heraus.
2011 erschien sein Jugendroman Laura im Netz, in dem Jugendliche über die Gefahren in Chaträumen und sozialen Netzwerken sensibilisiert werden.
2021 beschloss Horst Schwarz eine Auswahl seiner und sonstiger Märchen und Geschichten kostenlos online zu stellen. Er eröffnete einen YouTube-Kanal, wo er regelmäßig alte, neu interpretierte und eigene Märchen und Anekdoten veröffentlicht.

## Werke
- Laura im Netz, Media Arte Nürnberg. 149 S., erschienen 2011 DNB 1017630852
- Märchen aus aller Welt zum Mitmachen: Vorlesen, Erzählen, Singen. Cornelsen, 207 S., erschienen 2009 DNB 991905830
- Märchen aus 16 Ländern zum Mitmachen: vorlesen, erzählen, singen. Beltz, 160 S., erschienen 2005 DNB 975043978
- Märchen zum Mitmachen: vorlesen, erzählen, singen. Beltz, 160 S., erschienen 2001 DNB 962341991
- Märchen zum Mitmachen: vorlesen – erzählen – singen. Orell Füssli, 80 S., erschienen 1991 DNB 910933316[2]
- Krippenkinder in Aktion. Ökotopia Verlag, Münster, 140 S., erschienen 2010, ISBN 978-3-86702-121-0
- Märchen zum Mitmachen für Kita-Kinder: Lauschen, singen, erzählen, nachspielen, Verlag an der Ruhr, 96 S. erschienen 2012, DNB 9783834622228